# Bat Masterson
Bat Masterson, punim imenom Bartholomew Masterson, poznat i pod pseudonimom William Barclay (Henryville, Quebec, 27. studenog 1853. – New York City, New York, 25. listopada 1921.), američki vojni izviđač, lovac na bizone, predstavnik zakona, revolveraš, civilni izviđač, profesionalni kockar i novinar koji je stekao reputaciju šerifa i revolveraša u Dodge Cityju u Kansasu u razdoblju američkog Divljeg zapada.

## Životopis
Rodio se u Kanadi, ali je odrastao na obiteljskim farmama u New Yorku, Illinoisu i u Kansasu. Rodni dom je napustio s devetnaest godina da bi postao lovac na bizone i indijanski izviđač. Godine 1876. ubio je muškaraca i plesačicu u gradiću Sweetwateru u Teksasu te je pobjegao natrag u Dodge City. Tamo je od 1877. godine naizmjenice radio kao lokalni šerif i savezni maršal, a istovremeno je radio većino kao čuvar saloona i kockar. Povremeno je posječivao zapadnije gradove, poput Tombstonea u Arizoni gdje je surađivao s Wyattom Earpom u Oriental Saloonu.
Svoje dane na Divljem zapadu završio je u Denveru gdje je radio u kockarnicama do 1902. godine kada su ga reformistički građani prisilili da napusti grad i područje. Nakon toga se preselio na istok u New York City, gdje je uspješno obnašao dužnost zamjenika saveznog maršala. Na tu poziciju ga je imenovao osobno američki predsjednik Theodore Roosevelt. Istovremeno je radio i kao pisac feljtona za Human Life Magazine, kao i istaknuti sportski urednik za New York Morning Telegraph. Umro je 1921. godine za uredskim stolom od srčanog udara.

## U popularnoj kulturi
Njegov je život bio predstavljeni u brojnim fikcijskim i publicističkim novelama, filmovima i drugim popularnim medijima. Među njima ističu se vestern filmovi "Šerif iz Dogde Cityja" (Masterson of Kansas, 1954.) s Georgeom Montgomeryjem u naslovnoj ulozi, "Obračun kod O. K. Corrala" (Gunfight at the O.K. Corral, 1957.) u kojem Mastersona glumi Kenneth Tobey te Wyatt Earp, 1994., u kojem ga glumi Tom Sizemore.
U popularnom stripu Zagor u produkciji talijanske izdavačke kuće Sergio Bonelli Editore postoji lik Bat Batterton koji i izgledom podsjeća na povijesnu osobu sličnog imena.

## Vanjske poveznice
- Bat Masterson – Britannica Online (engl.)
- Bartholomew Masterson – tshaonline.org (engl.)